# Dispositionsprophylaxe
Die Dispositionsprophylaxe umfasst in der Infektiologie alle Maßnahmen, die die individuelle Empfänglichkeit für eine Infektionskrankheit vermindern. Man spricht hier auch von einer Verminderung der individuellen Erkrankungsbereitschaft. Im Gegensatz zur Expositionsprophylaxe zielt die Dispositionsprophylaxe nicht auf eine Vermeidung eines Erregerkontaktes, sondern auf den Ausbruch einer Erkrankung bei einem Individuum oder einen weniger schweren Krankheitsverlauf nach Infektion. Die Dispositionsprophylaxe ist Teil des Infektionsschutzes.
Die Empfänglichkeit eines Individuums kann kurzzeitig durch vorbeugende Einnahme von Antiinfektiva reduziert werden. Beispielhaft sind hier die vorbeugende Einnahme von Antibiotika bei Auftreten von bakteriellen Infektionskrankheiten von Kontaktpersonen (Rifampicin bei Meningokokkenmeningitis) oder von Virostatika bei Virusinfektionen (Neuraminidasehemmer bei Influenza) zu nennen.
Die vom Umfang her bedeutsamen Maßnahmen zur Dispositionsprophylaxe sind aktive und passive Impfungen. Diese können sowohl für eine vorsorgende, gefährdungsabhängige Dispositionsprophylaxe als auch nach Erregerkontakt als Postexpositionsprophylaxe, vor Erregerkontakt als Präexpositionsprophylaxe durchgeführt werden.
Zur Dispositionsprophylaxe gehören auch alle Maßnahmen zur Steigerung der individuellen Infektabwehr, wie eine Verbesserung des Ernährungszustandes und eine Vermeidung immunsuprimierender Einflüsse wie z. B. Giftstoffe und Maßnahmen wie immunsupprimierende Therapien (wo diese vermeidbar sind). Insbesondere bei der Bekämpfung der Tuberkulose, als spezifische, antibakterielle Therapien noch nicht zur Verfügung standen, war die „Dispositionsprophylaxe im Sinne einer natürlichen gesunden Lebensweise“ eine entscheidende Maßnahme zur Senkung der Tuberkulosehäufigkeit.